# Tidjan Keita
Pour l’article homonyme, voir Keita.
Tidjan Keita né le 30 novembre 1996 à Paris en France, est un basketteur franco-guinéen qui joue en tant qu'attaquant pour Hapoel Be'er Sheva B.C. (en) de la première ligue israélienne de basket-ball,. Il joue également pour l'équipe nationale masculine de basket-ball de Guinée.

## Biographie
Tidjan Keita est né à Paris, France. Il a commencé à jouer au basket à Paris à l'âge de 17 ans,,,
Il a fréquenté l'université et joué au basketball au Cégep de Thetford à Thetford Mines, Québec, Canada,,,.

## Carrière professionnelle

### 2017-19
Tidjan Keita a disputé deux matchs avec les Raptors de Toronto lors de la NBA Summer League 2017 à Las Vegas, Nevada ,,.
En octobre 2017, les Phoenix Suns de la NBA ont signé Keita ; plus tard le même mois, ils l'ont renoncé,,.
En 2018-19, Keita a joué pour GET Vosges dans le NM1 en France,. Il a récolté en moyenne 2,6 points par match,.
En 2019-2020, il a joué pour BBC Coburg à Coburg, en Allemagne, dans le ProB allemand. Tidjan Keita a récolté en moyenne 15,1 points et 7,6 rebonds par match.

### 2020-présent
En 2020-2021, Keita a joué pour le VfL Kirchheim Knights à Kirchheim unter Teck, en Allemagne, dans la ProA allemande,. Il a récolté en moyenne 3,5 points par match.
En 2021-22, il a joué pour les Noma Iserlohn Kangaroos à Iserlohn, en Allemagne, dans le Pro B allemand ,,. Keita a récolté en moyenne 14,3 points, 8,7 rebonds (5e de la ligue) et 1,6 blocs (5e ) par match,.
La même saison, Keita a ensuite joué pour les Niagara River Lions dans la CEBL au Canada,,. Il a récolté en moyenne 5,7 points par match.
Le 15 août 2022, Keita a signé un contrat de deux ans avec Hapoel Be'er Sheva de la Premier League israélienne de basketball, et il a joué en avant avec l'équipe depuis lors,,,,.

## Carrière internationale
Il a joué pour l'équipe nationale masculine de basket-ball de Guinée en 2021 lors des qualificatif africaines pour la Coupe du monde FIBA 2023 (en) et du FIBA AfroBasket ,,.